# Bakeriana rubra
Bakeriana rubra är en insektsart som beskrevs av Evans 1947. Bakeriana rubra ingår i släktet Bakeriana och familjen dvärgstritar. Inga underarter finns listade i Catalogue of Life.